# Brasiliens præsident
Brasiliens præsident, officielt Den Føderative Republik Brasiliens præsident (portugisisk: Presidente da República Federativa do Brasil), er både statsoverhoved for og regeringschef i den føderale republik Brasilien. Præsidenten er leder af den føderale udøvende magt og øverstkommanderende for Brasiliens væbnede styrker.
Præsidentialismen blev indført i 1889 efter et militærkup mod kejser Pedro 2. af Brasilien. Siden da har Brasilien haft seks forfatninger, to diktaturer og tre demokratiske perioder. I de demokratiske perioder har der altid været stemmepligt. Forfatningen af 1988 fastlægger sammen med adskillige forfatningsændringer kravene til at være præsident og præsidentens beføjelser og ansvar, samt hvordan præsidenten skal vælges.

## Valgproces

### Valgbarhed
I henhold til forfatningen skal præsidenten være indfødt statsborgen i Brasilien, mindst 35 år gammel, bo i Brasilien, have stemmeret og medlem af et politisk parti.

### Embedsperiode
Embedsperioden er i øjeblikket fire år. Fireårsperioden blev indført i 1994. Fra 1889 til 1937 og igen fra 1945 til 1997 kunne en siddende præsident ikke genvælges til en ny embedsperiode i umiddelbar forlængelse af den aktuelle embedsperiode. I 1997 blev det tilladt tilladt for en præsident at have to embedsperioder i træk, men ikke flere end to. En tidligere præsident kan kandidere til præsidentembedet igen uanset antallet af tidligere præsidentperioder, hvis det ikke er for perioden umiddelbart efter vedkommendes seneste præsidentperiode.
En vicepræsident eller andet person i præsidentarvefølgen som overtager præsidentskabet eller fungerer, uanset i hvor lang eller kort tid, som fungerende præsident, kan efterfølgende kun blive valgt til præsident for én sammenhængende præsidentperiode. Dette er normalt aktuelt for alle vicepræsidenter, da der i Brasilien er tradition for at vicepræsidenten (om muligt, ellers en lavere rangeret person fra den præsidentielle arvefølge) bliver fungerende præsident under præsidentens udlandsrejser.
Præsidenten må ikke stille op til andre politiske hverv, som for eksempel medlem af Nationalkongressen, mens vedkommende er præsident. For at blive valgbar til et andet embede, er præsidenten ifølge forfatningen nødt til at opgive præsidentembedet mindst 6 måneder før valgdagen. Den samme regel gælder for guvernører og borgmestre.

## Arvefølge
Hvis præsidenten dør, nedlægger eller fjernes fra embedet, eller bliver ude af stand til at varetage det, er der en arvefølge, som fastlægger, hvem der skal overtager embedet:
1. Vicepræsidenten
2. Formanden for Deputeretkammeret i Nationalkongressen
3. Formanden for Senatet i Nationalkongressen
4. Formanden for den føderale højesteret

Kun vicepræsidenten kan blive ny præsident i tilfælde af permanent forfald. De øvrige i arvefølgen kan kun blive fungerende præsident.

## Præsidenter
- 1.Deodoro da Fonseca1889–1891
- 2.Floriano Peixoto1891–1894
- 3.Prudente de Morais1894–1898
- 4.Campos Sales1898–1902
- 5.Rodrigues Alves1902–1906
- 6.Afonso Pena1906–1909
- 7.Nilo Peçanha1909–1910
- 8.Hermes da Fonseca1910–1914
- 9.Venceslau Brás1914–1918
- 10.Delfim Moreira1918–1919
- 11.Epitácio Pessoa1919–1922
- 12.Artur Bernardes1922–1926
- 13.Washington Luís1926–1930
- Foreløbig regeringMilitærjunta1930
- 14.Getúlio Vargas1930–1945
- 15.José Linhares1945–1946
- 16.Eurico Gaspar Dutra1946–1951
- 17.Getúlio Vargas1951–1954
- 18.Café Filho1954–1955
- 19.Carlos Luz1955
- 20.Nereu Ramos1955–1956
- 21.Juscelino Kubitschek1956–1961
- 22.Jânio Quadros1961
- 23.Ranieri Mazzilli1961
- 24.João Goulart1961–1964
- 25.Ranieri Mazzilli1964
- 26.Castelo Branco1964–1967
- 27.Artur da Costa e Silva1967–1969
- Foreløbig regeringMilitærjunta1969
- 28.Emílio Garrastazu Médici1969–1974
- 29.Ernesto Geisel1974–1979
- 30.João Figueiredo1979–1985
- 31.José Sarney1985–1990
- 32.Fernando Collor de Mello1989–1992
- 33.Itamar Franco1992–1994
- 34.Fernando Henrique Cardoso1995–2002
- 35.Luiz Inácio Lula da Silva2003–2010
- 36.Dilma Rousseff2011–2016
- 37.Michel Temer2016-2018
- 38.Jair Bolsonaro2019-2022
- 39.Luiz Inácio Lula da Silvasiden 2023

## Eksterme henvisninger
- Wikimedia Commons har flere filer relateret til Brasiliens præsident
- Officielt website for Brasiliens præsident (på portugisisk)